# Beniamino Fiamma
Beniamino Fiamma (L'Aquila, 7 gennaio 1899 – Ortona, 30 ottobre 1985) è stato un ingegnere e inventore italiano, collaboratore di Guglielmo Marconi.

## La vita
Compie gli studi presso le scuole della sua città, conseguendo, nel 1918, il Diploma di Perito Agrimensore presso l'Istituto Tecnico.
Prosegue gli studi ed il 16 luglio 1923 consegue la Laurea in Ingegneria Industriale presso il Regio Istituto Tecnico Superiore il Politecnico di Milano.
Segue, nel 1924-1925, il corso speciale dell'Istituzione Elettro - Tecnica “Carlo Erba”, annesso al Politecnico.
Nel 1924 condusse a termine gli studi e l'esperimento del “Comando a distanza senza fili”, nel golfo della Spezia, assieme all'Ing. Guglielmo Marconi.
Negli anni trenta comincia la sua carriera di dirigente scolastico. Dal 1934 al 1938 è direttore della Regia Scuola Secondaria di Avviamento Professionale “Domenico Pugliesi” di Ortona. Dal 1939 al 1941 è Direttore della Regia Scuola Tecnica Industriale “Filippo Corridoni” a Corridonia. Nel 1942 diventa Direttore della Regia Scuola Tecnica Industriale “Leone Acciaiuoli” di Ortona, con annessa Regia Scuola di Avviamento Professionale, divenute, con l'avvento della prima repubblica rispettivamente scuola tecnica industriale statale e scuola statale di avviamento professionale. .
Dal 1960 al 1970, data di pensionamento, è preside dell'Istituto Professionale di Stato per l'Industria e l'artigianato “G.Marconi”, da lui stesso intitolata al suo caro amico.
Il 2 giugno 1970 gli è stata conferita la medaglia d'oro ai Benemeriti della Scuola, della Cultura, dell'Arte con la facoltà di fregiarsi della Medaglia d'Oro. Fiamma è morto ad Ortona nell'85.
Il 7 febbraio 2004 un gruppo di ex-collaboratori dell'Ing. Beniamino Fiamma presentano al Comune di Ortona la richiesta, prontamente accolta, per l'intitolazione di una strada cittadina a suo nome. Si legge nel documento:
“Ha educato non solo intere generazioni di studenti, ma è stato un punto di riferimento per tutto il personale coinvolto nelle scuole da lui dirette. Fu un vero maestro stimato ed apprezzato per le sue doti umane e culturali, per lo spirito di servizio alle istituzioni e per la lealtà dimostrata in ogni difficile situazione. Fu un uomo coerente, soprattutto nel periodo più buio della nostra storia cittadina. A tali meriti va aggiunta una rara capacità inventiva che egli non ha mai ostentato e che è emersa solo dopo la sua morte.”

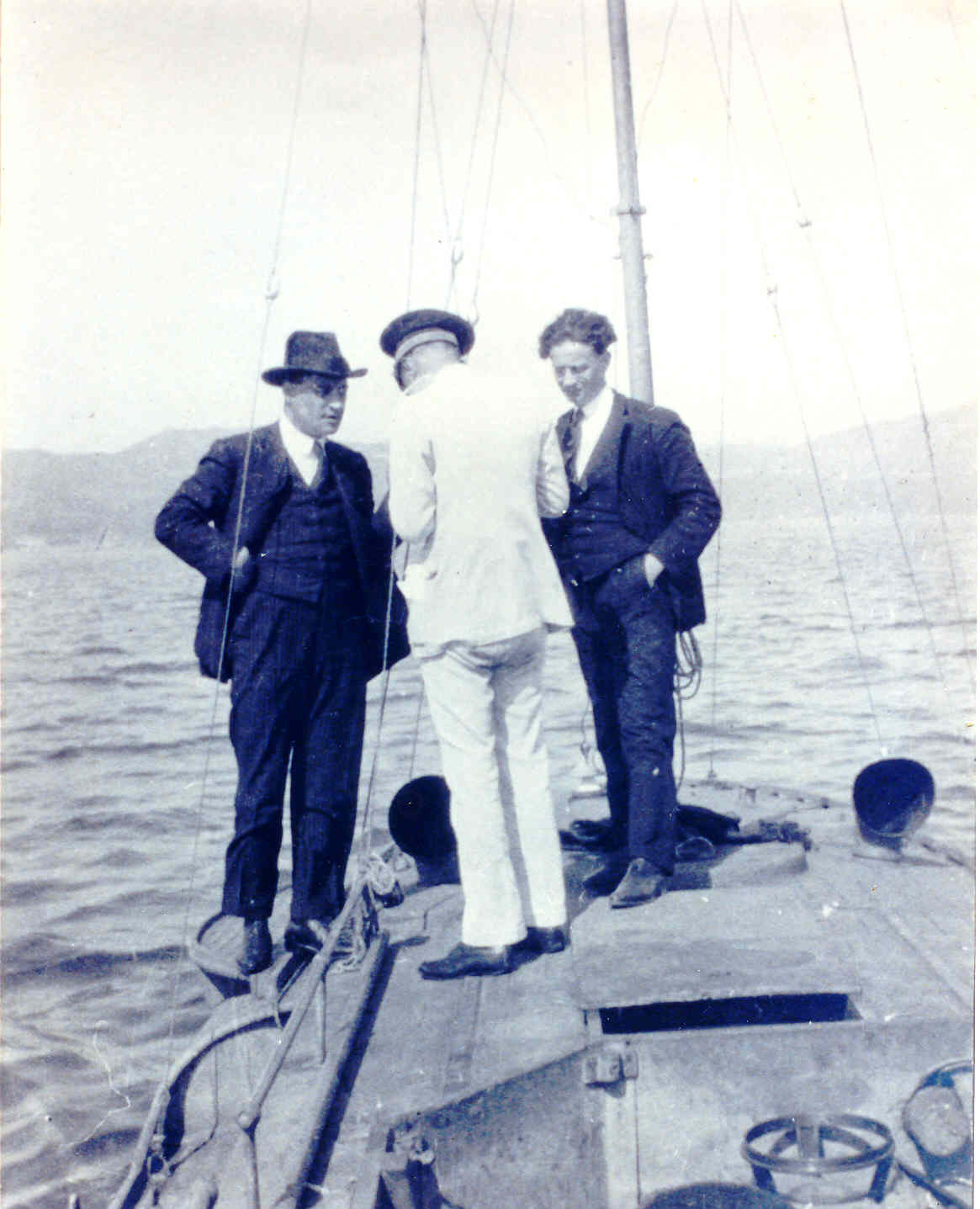
Beniamino Fiamma alla Spezia per l'esperimento con Guglielmo Marconi

## Brevetti
Frutto dei suoi studi sono sette brevetti:
- Brevetto Industriale n° 254773

“Innovazioni nei dispositivi a distanza di uno o più meccanismi ad apparecchi mediante Onde Elettromagnetiche”;
- Brevetto Industriale n° 254774

“Interruttore vibrante a soccorritore termoionico”;
- Brevetto Industriale n° 254775

(non sono state reperite informazioni al riguardo)
- Brevetto Industriale n° 253953

“Vibratore a soccorritore termoionico”.
- Brevetto Industriale n° 254157

“Innovazione nei dispositivi di trasmissione delle vibrazioni od oscillazioni”
- Brevetto Industriale n° 254208

“Vibratore a bobina mobile”
- Brevetto Industriale n° 253953

“Dispositivo per ottenere in circuiti elettrici interruzioni differenti tra loro a frequenza costante e ben determinata preventivamente”

## Onorificenze
- Medaglia d'oro ai benemeriti della scuola, della cultura e dell'arte